# Société archéologique de la région de Péronne
La Société archéologique de la région de Péronne est une société savante qui a existé de 1966 à 2020.
Son siège se trouvait au 11, rue Maurice Devillers à Péronne.
Les sièges sociaux actuels se trouvent au 15, avenue-Danicourt à Péronne pour "l'Association Avenue Mac Orlan" et à la Mairie de Péronne pour le "Musée-Danicourt"[pas clair].

## Histoire
La Société archéologique de la région de Péronne prolonge le Comité péronnais des antiquaires de Picardie, créé en 1923. Fondée en 1966, c'est la seule société savante de l'Est du département de la Somme.
Cette société archéologique a été dissoute le 31 décembre 2020 à la suite de la démission de son président.
Néanmoins, le 15 septembre 2021, après la dissolution officielle de cette société savante, il a été acté que ses activités seraient transférées à l'« Association Avenue-Pierre-Mac Orlan », et ce en partenariat avec le Musée Alfred-Danicourt de Péronne. La responsable de cette nouvelle « Société archéologique / Association Avenue-Mac Orlan » est Madame Claudette Guidon, ancienne vice-présidente de la Société archéologique de la région de Péronne et actuelle présidente de l'« Association Avenue-Mac Orlan » ; elle gère également le spectacle son & lumière « Cygnes-des-Temps ».

## Objectifs de la société
Le but de la société est de garder trace du passé dans la région de Péronne, particulièrement dévastée par la Première Guerre mondiale, et de diffuser le résultat de son travail au public. 

## Actions de la société
Les actions de la Société archéologique de la région de Péronne ont été les suivantes :
- mise en dépôt, au musée Alfred-Danicourt de Péronne, d’objets funéraires et d’une collection de bijoux de l'époque mérovingienne ;

- organisation de conférences, visites et expositions ;

- participation à des manifestations organisées par l'Office de tourisme de Péronne ;

- publication de nombreux ouvrages sur l'histoire et le patrimoine de Péronne et sa région de la préhistoire à nos jours.

## Publications
La Société archéologique de la région de Péronne a publié un certain nombre d’ouvrages dans la collection : "essais d’histoire locale" :
- Société Archéologique de la Région de Péronne. La Vie à Péronne et dans sa région pendant la Guerre 14-18. Essais d'histoire locale, tome 2, 1991.
- Lavalard René, Embry Robert ; Société archéologique de la région de Péronne ; Blanchard Hubert. préf. - La Reconstruction après 14-18 dans la Somme et les régions dévastées, - Péronne : Société Archéologique de la région de Péronne, 1996, 65 p. : ill. ; 30 cm (Essais d'histoire locale ; T8)
- Embry Robert ; Société archéologique de la région de Péronne ; Boutté Gérard collab., Locuty Roger collab. - Les Rues de Péronne : histoire et topographie : tome I. - Péronne : SARP, 2000, 249 p. : ill. ; 30 cm. (Essais d'histoire locale ; 13)
- Embry Robert ; Société archéologique de la région de Péronne ; Boutté Gérard. Collab., Locuty Roger. Collab., Therby Daniel. Collab., Morion Dominique. Collab., Lavallard René. Collab. - Les Rues de Péronne : histoire et topographie : Tome II. - Péronne : SARP, 2001, 263 p. : ill. ; 30 cm (Essais d'histoire locale ; 14)
- Embry Robert ; Société archéologique de la région de Péronne ; Boutté Gérard. Collab., Locuty Roger. Collab., Therby Daniel. Collab., Morion Dominique. Collab., Lavallard René. Collab. - Les Rues de Péronne : histoire et topographie : Tome III. - Péronne : SARP, 2002, 223 p. : ill. ; 30 cm (Essais d'histoire locale ; 15)
- Embry Robert, Louis XI et Péronne, collection Essais d'histoire locale
- Embry Robert, Le Fort Caraby à Péronne et la gestion de l'eau dans les fortifications, 2004
- Embry Robert, Poilly Robert, Lavalard René, Essai d'Histoire locale, 1984
- Embry Robert, Lavalard René, Histoire du château de Péronne et réalisation de l'Historial, 1994
- Lavalard René, Embry Robert, Visite guidée de Péronne : la vie d'hier à travers les rues d'aujourd'hui, 1992
- Lavalard René, Le Collège de Péronne 1568-2006, 2006
- Lavalard René, 2000 ans d'agriculture en Picardie, 1998
- Lavalard René, Le Péronnois tome 1, 2007
- Lavalard René, Le Péronnois tome 3 : La filature française de Mohair à Péronne, 2009
- Ledieu Alcius, Petites chroniques du Santerre, 1993
- Martel F.J., Essai historique et chronologique sur la ville de Péronne, 2004
- Petithomme Didier, Hôtel des postes de Péronne, 2000
- Pillon Alexandre, Dournel Michel, Péronne et son arrondissement, 1989
- Routier Henry, Le Château de Péronne, sans date.
- Souillard, Souvenirs de Péronne, sans date
- Therby Daniel, Pierre Mac Orlan et Péronne, 1993
- Embry Robert, La Bataille de Tertry, 687, 1987
- Embry Robert, Nouveaux acquis et dernières certitudes sur Saint-Fursy, 2003
- Embry Robert, Boutte Gérard, La Vie à Péronne pendant la Révolution, sans date
- Embry Robert, Le Parchemin retrouvé : Péronne 1536, 2006
- Lavalard René, Au temps du Grand Prix de Picardie : circuit de Péronne, 1998
- Lemaire Véronique, Les distractions des Péronnais pendant l'entre deux guerres (1922-1939) selon la presse locale, sans date
- Therby Daniel, Moi, compère de Péronne, général de la République et de l'Empire (1768-1833), 1998
- Therby Daniel, Autour du Marin : petites histoires de plaques, 2007
- Embry Robert, La Reconstruction après 14-18 dans les régions dévastées, 1996
- Embry Robert, La vie à Péronne et dans sa région pendant la guerre 14-18, sans date
- Lavalard René, Embry Robert, Circuit du Souvenir 14-18, 1993
- Avary Guy, Péronne, la vie municipale entre les deux guerres mondiales et sous l'Occupation 39-40, 2001
- Lavalard René, Seconde Guerre Mondiale et Résistance : Péronne et sa région 1939-1945, 2007
- Léguillier Bernard, 1939-1945 : chroniques d'un jeune Picard, 1994
- Locuty Roger, La Résistance : secteur de Péronne, chronologie des faits 1940-1945, 1994

Certains ouvrages publiés par la Société archéologique de la région de Péronne sont inscrits dans la base de données bibliographiques Malraux du ministère de la Culture (D.R.A.C. Picardie CRMH).

## Sources
- Site Internet du musée Danicourt de Péronne
- Base Malraux
- « www.idref.fr/0029577683 »(Archive.org • Wikiwix • Archive.is • Google • Que faire ?)